# Charles Loring Jackson
Charles Loring Jackson (* 4. April 1847 in Boston; † 31. Oktober 1935) war ein US-amerikanischer Chemiker. Er brachte die Organische Chemie aus Deutschland in die USA.
Nachdem er 1867 am Harvard College graduierte, wurde er dort Assistenz-Dozent. In den frühen 1870ern setzte er sein Studium an der Universität Heidelberg bei Robert Bunsen und August Wilhelm von Hofmann fort. 1872 wurde er in die American Academy of Arts and Sciences gewählt. 1875 kehrte er nach Harvard zurück. 1883 wurde er Mitglied der National Academy of Sciences.
Um 1895 arbeitete er mit seinem Studenten F. B. Gallivan an Derivaten unsymmetrischer Tribrombenzole.